# Freya arraijanica
Freya arraijanica là một loài nhện trong họ Salticidae.
Loài này thuộc chi Freya. Freya arraijanica được Arthur Merton Chickering miêu tả năm 1946.